# Lista de futebolistas não nascidos na Áustria convocados para a Seleção Austríaca
Este artigo traz uma lista com os futebolistas que não nasceram na Áustria, mas foram convocados para a Seleção nacional.

## Nacionalidade por jogador
- Em negrito os jogadores em atividade pela Seleção Austríaca.

### Albânia
- Ronald Gërçaliu (14 jogos entre 2005 e 2008)[1]

### Bósnia e Herzegovina
- Alen Orman (1 jogo em 2002)[2]
- Pavao Pervan (7 jogos desde 2019)[3]
- Cican Stankovic (4 jogos desde 2019)[4]

### Croácia
- Rudolf Rupec (10 jogos entre 1917 e 1918)[5]
- Deni Alar (2 jogos desde 2017)[6]
- Tomica Kocijan (4 jogos e um gol entre 2000 e 2001)[7]
- Ivica Vastić (50 jogos e 14 gols entre 1996 e 2008)[8]
- Željko Vuković (1 jogo em 2001)[nota 1][9]

### Chéquia
- Ladislaus Kurpiel (8 jogos entre 1908 e 1912)[10]
- Viktor Löwenfeld (4 jogos entre 1908 e 1918)[11]
- Matthias Sindelar (43 jogos e 26 gols entre 1926 e 1937)[12]
- Günter Kaltenbrunner (4 jogos entre 1962 e 1968)[13]
- Walter Schleger (22 jogos e um gol entre 1951 e 1962)[14]

### Alemanha
- Martin Harnik (68 jogos e 15 gols entre 2007 e 2017)[15]
- Thomas Hickersberger (1 jogo em 2002)
- Bernd Krauss (22 jogos entre 1981 e 1984)[16]
- Louis Schaub (22 jogos e 6 gols desde 2016)[17]

### Hungria
- Sándor Nemes (2 jogos em 1925)[nota 2][18]
- György Garics (41 jogos e 2 gols entre 2006 e 2016)[19]

### Países Baixos
- Frank Schinkels (7 jogos e um gol entre 1992 e 1994)[20]

### Paquistão
- Rubin Okotie (18 jogos e 2 gols entre 2008 e 2016)[21]

### Polónia
- Bernhard Graubart (5 jogos em 1912)

### Sérvia
- Zlatko Junuzović (55 kpgps e 7 gols entre 2006 e 2017)[22]
- Goran Kartalija (4 jogos entre 1996 e 1997)[23]

### Suíça
- Moritz Bauer (6 jogos desde 2017)[nota 3][24]

### Turquia
- Muhammet Akagündüz (10 jogos e um gol entre 2002 e 2007)[25]
- Ekrem Dağ (10 jogos entre 2010 e 2011)[26]